# Raymond Gruppi
Pas d'image ? Cliquez ici

a Compétitions nationales et continentales officielles uniquement.

b Matchs officiels uniquement.
Raymond Gruppi, né le 30 septembre 1937 à Villeneuve-sur-Lot, est un joueur et entraîneur de rugby à XIII. Il est le frère de l'ancien joueur de rugby à XIII Jacques Gruppi et de l'ancien joueur de rugby à XV Pierre Gruppi.
Il effectue toute sa carrière au Villeneuve-sur-Lot y disputant le Championnat de France, finaliste en 1965, et la Coupe de France, finaliste en 1966. Fort de ses performances en club, il est sélectionné à de nombreuses reprises en équipe de France entre 1959 et 1971, prenant part à la Coupe du monde 1960 et 1970.
Il revêt par la suite la fonction d'entraîneur de Villeneuve-sur-Lot avec de nouveaux succès avec le titre de la Coupe de France en 1979 et Championnat de France en 1980. Il occupe le rôle de sélectionneur de l'équipe de France en compagnie de Jean Panno en débutant par une victoire 24-16 contre la Grande-Bretagne le 17 mars 1985.

## Biographie
Il est sélectionné en équipe de France pour la Coupe du monde 1960 avec ses coéquipiers Angelo Boldini, Jacques Dubon, André Lacaze et Jacques Merquey. Enfin, Il est sélectionné en équipe de France pour la Coupe du monde 1970 avec ses coéquipiers Jean-Pierre Clar, Gérard Crémoux, Daniel Pellerin et Christian Sabatié.
Il est aussi un éleveur de chevaux trotteurs.

## Palmarès

### En tant que joueur
- Collectif :
  - Vainqueur du Championnat de France : 1964[3] (Villeneuve-sur-Lot).
  - Vainqueur de la Coupe de France : 1964[3] (Villeneuve-sur-Lot).
  - Finaliste du Championnat de France : 1962[3] et 1965 (Villeneuve-sur-Lot).
  - Finaliste de la Coupe de France : 1966 et 1969[3] (Villeneuve-sur-Lot).

#### Détails en sélection
| Matchs internationaux de Raymond Gruppi sous le maillot de l'équipe de France | Matchs internationaux de Raymond Gruppi sous le maillot de l'équipe de France | Matchs internationaux de Raymond Gruppi sous le maillot de l'équipe de France | Matchs internationaux de Raymond Gruppi sous le maillot de l'équipe de France | Matchs internationaux de Raymond Gruppi sous le maillot de l'équipe de France | Matchs internationaux de Raymond Gruppi sous le maillot de l'équipe de France | Matchs internationaux de Raymond Gruppi sous le maillot de l'équipe de France | Matchs internationaux de Raymond Gruppi sous le maillot de l'équipe de France | Matchs internationaux de Raymond Gruppi sous le maillot de l'équipe de France | Matchs internationaux de Raymond Gruppi sous le maillot de l'équipe de France | Matchs internationaux de Raymond Gruppi sous le maillot de l'équipe de France | Matchs internationaux de Raymond Gruppi sous le maillot de l'équipe de France |
|                                                                               | Date                                                                          | Adversaire                                                                    | Résultat                                                                      | Compétition                                                                   | Poste                                                                         | Points                                                                        | Essais                                                                        | Pen.                                                                          | Drops                                                                         |                                                                               |                                                                               |
| ----------------------------------------------------------------------------- | ----------------------------------------------------------------------------- | ----------------------------------------------------------------------------- | ----------------------------------------------------------------------------- | ----------------------------------------------------------------------------- | ----------------------------------------------------------------------------- | ----------------------------------------------------------------------------- | ----------------------------------------------------------------------------- | ----------------------------------------------------------------------------- | ----------------------------------------------------------------------------- | ----------------------------------------------------------------------------- | ----------------------------------------------------------------------------- |
| 1.                                                                            | 14 mars 1959                                                                  | Grande-Bretagne                                                               | 15-50                                                                         |                                                                               | Centre                                                                        | 3                                                                             | 1                                                                             | -                                                                             | -                                                                             |                                                                               |                                                                               |
| 2.                                                                            | 5 mai 1959                                                                    | Grande-Bretagne                                                               | 24-15                                                                         |                                                                               | Centre                                                                        | 3                                                                             | 1                                                                             | -                                                                             | -                                                                             |                                                                               |                                                                               |
| 3.                                                                            | 20 janvier 1960                                                               | Australie                                                                     | 8-16                                                                          |                                                                               | Ailier                                                                        | 0                                                                             | 0                                                                             | -                                                                             | -                                                                             |                                                                               |                                                                               |
| 4.                                                                            | 6 mars 1960                                                                   | Grande-Bretagne                                                               | 20-8                                                                          |                                                                               | Ailier                                                                        | 0                                                                             | 0                                                                             | -                                                                             | -                                                                             |                                                                               |                                                                               |
| 5.                                                                            | 11 juin 1960                                                                  | Australie                                                                     | 8-8                                                                           |                                                                               | Ailier                                                                        | 0                                                                             | 0                                                                             | -                                                                             | -                                                                             |                                                                               |                                                                               |
| 6.                                                                            | 2 juillet 1960                                                                | Australie                                                                     | 6-56                                                                          |                                                                               | Ailier                                                                        | 0                                                                             | 0                                                                             | -                                                                             | -                                                                             |                                                                               |                                                                               |
| 7.                                                                            | 24 septembre 1960                                                             | Australie                                                                     | 12-13                                                                         | Coupe du monde                                                                | Ailier                                                                        | 6                                                                             | 2                                                                             | -                                                                             | -                                                                             |                                                                               |                                                                               |
| 8.                                                                            | 1er octobre 1960                                                              | Grande-Bretagne                                                               | 7-33                                                                          | Coupe du monde                                                                | Ailier                                                                        | 0                                                                             | 0                                                                             | -                                                                             | -                                                                             |                                                                               |                                                                               |
| 9.                                                                            | 8 octobre 1960                                                                | Nouvelle-Zélande                                                              | 0-9                                                                           | Coupe du monde                                                                | Ailier                                                                        | 0                                                                             | 0                                                                             | -                                                                             | -                                                                             |                                                                               |                                                                               |
| 10.                                                                           | 13 octobre 1960                                                               | Nouvelle-Zélande                                                              | 22-11                                                                         |                                                                               | Ailier                                                                        | 6                                                                             | 2                                                                             | -                                                                             | -                                                                             |                                                                               |                                                                               |
| 11.                                                                           | 11 décembre 1960                                                              | Grande-Bretagne                                                               | 10-21                                                                         |                                                                               | Ailier                                                                        | 0                                                                             | 0                                                                             | -                                                                             | -                                                                             |                                                                               |                                                                               |
| 12.                                                                           | 28 janvier 1961                                                               | Grande-Bretagne                                                               | 8-27                                                                          |                                                                               | Ailier                                                                        | 0                                                                             | 0                                                                             | -                                                                             | -                                                                             |                                                                               |                                                                               |
| 13.                                                                           | 9 décembre 1961                                                               | Nouvelle-Zélande                                                              | 5-5                                                                           |                                                                               | Ailier                                                                        | 0                                                                             | 0                                                                             | -                                                                             | -                                                                             |                                                                               |                                                                               |
| 14.                                                                           | 17 novembre 1962                                                              | Angleterre                                                                    | 6-18                                                                          |                                                                               | Ailier                                                                        | 0                                                                             | 0                                                                             | -                                                                             | -                                                                             |                                                                               |                                                                               |
| 15.                                                                           | 17 février 1963                                                               | Pays de Galles                                                                | 23-3                                                                          |                                                                               | Ailier                                                                        | 0                                                                             | 0                                                                             | -                                                                             | -                                                                             |                                                                               |                                                                               |
| 16.                                                                           | 3 avril 1963                                                                  | Grande-Bretagne                                                               | 4-42                                                                          |                                                                               | Ailier                                                                        | 0                                                                             | 0                                                                             | -                                                                             | -                                                                             |                                                                               |                                                                               |
| Matchs internationaux de Raymond Gruppi sous le maillot du reste du monde     |                                                                               |                                                                               |                                                                               |                                                                               |                                                                               |                                                                               |                                                                               |                                                                               |                                                                               |                                                                               |                                                                               |
| 1.                                                                            | 10 octobre 1960                                                               | Grande-Bretagne                                                               | 27-33                                                                         |                                                                               | Ailier                                                                        | 6                                                                             | 2                                                                             | 0                                                                             | 0                                                                             |                                                                               |                                                                               |

### En tant qu'entraîneur
- Collectif :
  - Vainqueur du Championnat de France : 1980 (Villeneuve-sur-Lot).
  - Vainqueur de la Coupe de France : 1979 (Villeneuve-sur-Lot).
  - Finaliste du Championnat de France : 1981[4] (Villeneuve-sur-Lot).